# Sol LeWitt

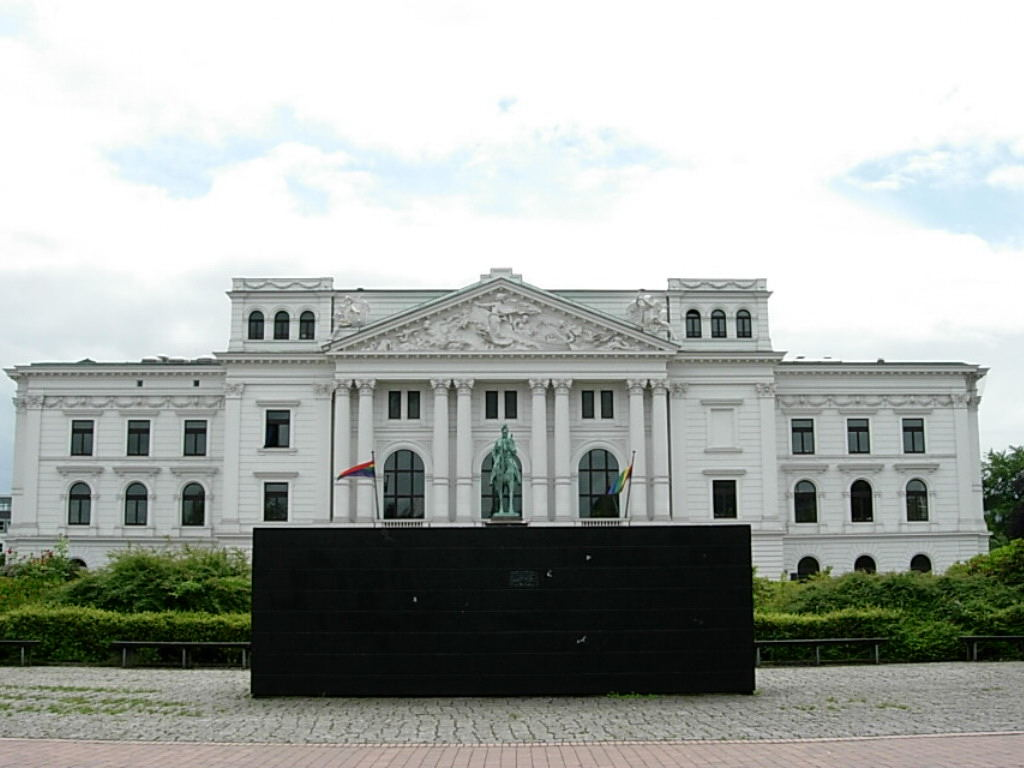
Black Form Dedicated to the Missing Jews, Altona City Hall, Altona, Hamburgo, Alemania, 1987.

Sol LeWitt (Hartford, Connecticut; 9 de septiembre de 1928- Nueva York, 8 de abril de 2007) fue un artista ligado a varios movimientos, como el arte conceptual y el minimalismo. La pintura, el dibujo, la fotografía y las estructuras (término que él prefería al de escultura) son sus medios artísticos predominantes. Fue objeto de centenares de exposiciones individuales en museos y galerías por todo el mundo desde 1965.

## Biografía
Solomon "Sol" LeWitt nació en una familia de inmigrantes judíos de Rusia el 9 de septiembre de 1928. Después de recibir el título de Bachelor of Fine Arts (BFA) de la universidad de Syracuse en 1949, Sol LeWitt viajó a Europa, donde recibió la influencia de los grandes maestros de la pintura. Después de eso, participó en la guerra de Corea, primero en California, después en Japón, y finalmente Corea. Se mudó a Nueva York en los años 50 y prosiguió con su interés por el diseño gráfico, trabajando en la Seventeen Magazine. Por ese tiempo, LeWitt también descubrió la fotografía de Eadweard Muybridge, cuyos estudios sobre la locomoción y las secuencias en el siglo XIX le influyeron. Estas experiencias, combinadas con un trabajo en 1960 en el Museo del Arte Moderno de Nueva York, MoMA, influyeron en la obra de LeWitt como artista.

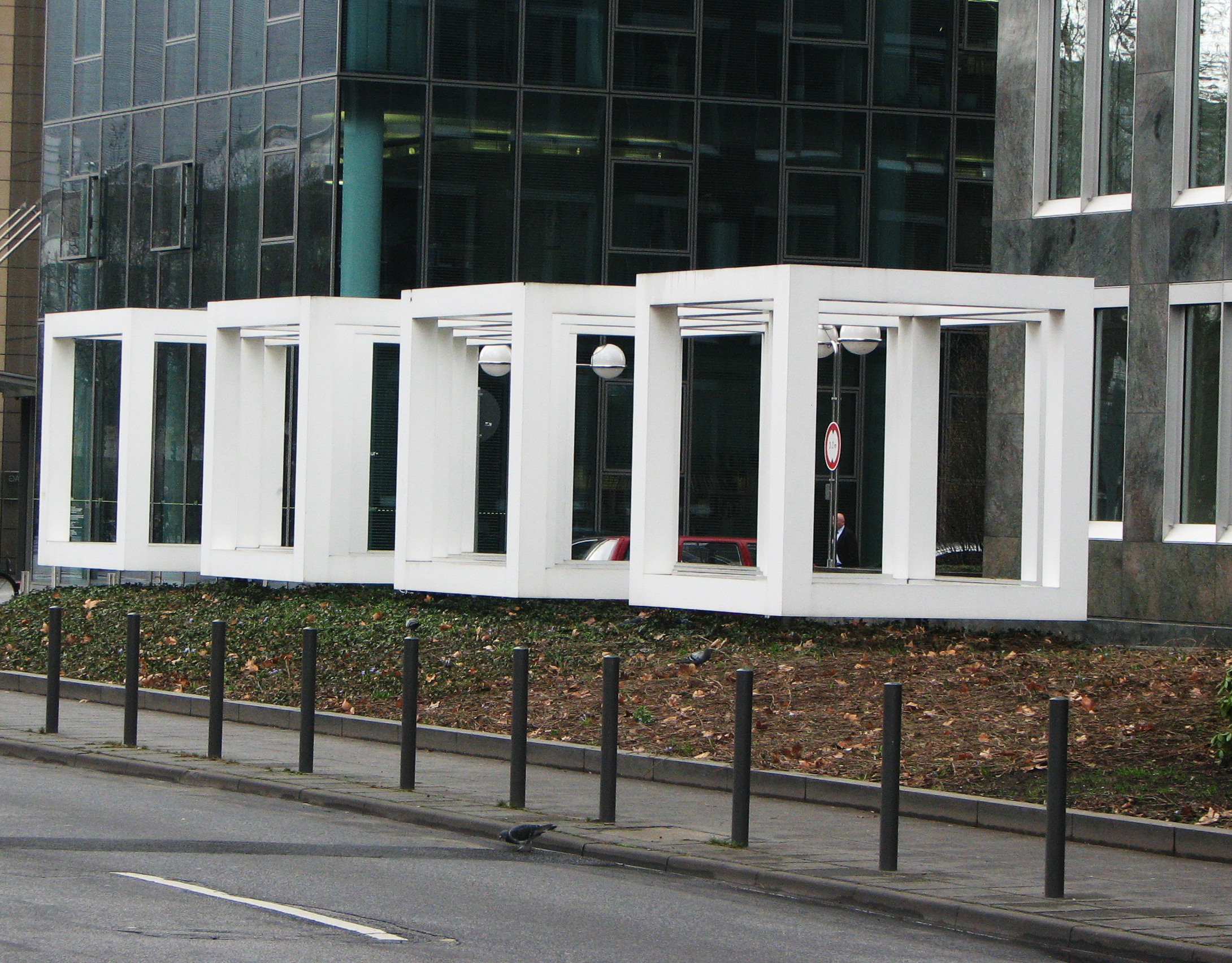
Cubos blancos. Alemania

En el MoMA, los compañeros de trabajo de LeWitt incluyeron a artistas como Robert Ryman, Dan Flavin, y Robert Mangold. Dorothy C. Miller, presentó en su famosa exhibición "Sixteen Americans". Trabajos por Jasper Johns, Robert Rauschenberg y Frank Stella generaron una emocionante discusión entre la comunidad de los artistas a quienes LeWitt se asoció.

## Obra
Se ha relacionado mucho a LeWitt con el minimalismo y se convertiría en uno de los pioneros del arte conceptual y uno de sus teóricos más destacados. Sus obras comprenden trabajos en dos y tres dimensiones, desde pinturas murales (más de 1200) a fotografías y centenares de dibujos y estructuras en forma de torres, pirámides, formas geométricas, y progresiones. De diferentes tamaños, desde maquetas a estructuras monumentales.

Sol Lewitt utiliza frecuentemente estructuras abiertas y modulares derivadas del cubo, una forma que lo influyó desde que se hizo artista. Sus esculturas incluyen las estructuras tempranas de la pared y tres proyectos seriales a partir de los años 60; cuatro cubos abiertos incompletos a partir de los años 70; numerosos pedazos de madera blancos pintados a partir de los años 80: El hexágono, forma derivada de un cubo, estructura con tres torres, entre otras así como maquetas para las estructuras de bloque concretas a partir de los últimos años 90.
El MoMA le dedicó su primera retrospectiva en 1978-79. En 2019 algunas de sus obras se presentaron en la exposición Minimalismo, posminimalismo y conceptualismo / 60’ - 70’ que organizó la Fundación Proa de Buenos Aires. Ha expuesto además en los Países Bajos, Reino Unido, Alemania, Suiza, Francia y España, entre otros países.